# Hamadryas fumosa
Hamadryas fumosa är en fjärilsart som beskrevs av Hans Fruhstorfer 1916. Hamadryas fumosa ingår i släktet Hamadryas och familjen praktfjärilar. Inga underarter finns listade i Catalogue of Life.